# Ferizaj (rejon statystyczny Kosowa)
Ferizaj (alb.: Rajonii Ferizajit; serb.: Урошевачки округ, Uroševački okrug) − jeden z siedmiu rejonów statystycznych w Kosowie którego siedzibą jest miasto o tej samej nazwie.

## Podział administracyjny
W rejonie tym znajduje się 5 miast będących jednocześnie siedzibami gmin, oraz 126 wsi i osiedli:
| Gmina                                         | Liczba ludności (2011) | Powierzchnia (km²) | Gęstość zaludnienia (os./km²) | Wsi i osiedla |
| --------------------------------------------- | ---------------------- | ------------------ | ----------------------------- | ------------- |
| Ferizaj                                       | 108 690                | 345                | 315                           | 45            |
| Kaçanik                                       | 33 454                 | 221                | 151,4                         | 31            |
| Štimlje/Shtime                                | 27 324                 | 134                | 203,9                         | 23            |
| Elez Han/Hani i Elezit                        | 9 389                  | 83                 | 113,1                         | 11            |
| Štrpce/Shtërpcë                               | 6 949                  | 247                | 28,1                          | 16            |
| Łącznie w całym rejonie statystycznym Ferizaj | 185 806                | 1 030              | 180,4                         | 126           |

## Grupy etniczne
Według danych spisu statystycznego z 2011 roku, w kosowskim rejonie statystycznym Ferizaj większość mieszkańców była z pochodzenia Albańczykami. W gminie Ferizaj stanowili oni 95,9% wszystkich mieszkańców, w gminie Kaçanik - 96,8%, zaś w gminie Hani i Elezit - 99,5%. Gminę Štrpce zamieszkuje ludność o bardziej zróżnicowanej narodowości, bowiem zamieszkują ją zarówno Albańczycy, jak i Serbowie, jednakże Albańczycy także i tutaj stanowią większość (54,1%).
Grupy etniczne zamieszkujące rejon statystyczny Ferizaj: